# Thaumatogelis improvisus
Thaumatogelis improvisus är en stekelart som beskrevs av Schwarz 2001. Thaumatogelis improvisus ingår i släktet Thaumatogelis och familjen brokparasitsteklar. Inga underarter finns listade i Catalogue of Life.